# شعير بافيسي
شعير بافيسي (Hordeum × pavisii) هو نوع نباتي يتبع جنس الشعير من الفصيلة النجيلية.